# Raoul Laurent
 (octobre 2023).
Raoul Célestin Arthur Laurent, né le 23 novembre 1912 à Pont-Varin (Haute-Marne) et mort le 1er novembre 1994 à Saint-Dizier (Haute-Marne), est un homme politique français.

## Biographie

### Avant la Seconde Guerre mondiale
Fils d'un mineur de fer, Raoul Laurent devient employé des chemins de fer après l'obtention du brevet élémentaire. Il fait toute sa carrière, jusqu'aux fonctions de garde magasin, à la compagnie des chemins de fer de l'Est, puis à la SNCF.
Il s'engage en politique à la fin des années 1920, en adhérant et militant à la SFIO.

### Pendant la Seconde Guerre mondiale
Mobilisé au début de la seconde guerre mondiale, il reprend son travail à Saint-Dizier à l'été 1940. Il participe à la reconstruction, dans la clandestinité, du parti socialiste, ainsi qu'à celle de la CGT, il est aussi résistant, au sein du mouvement Libération-Nord, et prend le maquis en mai 1944.
A la Libération, il est secrétaire du comité départemental de Libération de la Haute-Marne.

### Après la Seconde Guerre mondiale
Il devient permanent du parti, d'abord dans les fonctions de secrétaire de la fédération, jusqu'en janvier 1947, puis comme délégué général après cette date.
Désigné comme maire de Saint-Dizier en 1944, il est élu à cette fonction l'année suivante.
En octobre 1945, malgré un échec aux cantonales contre Marius Cartier, le mois précédent, il mène la liste socialiste pour l'élection de la première constituante. Avec 19,7 % des voix, il est élu député.
Tête de liste pour l'élection de la seconde constituante, en juin 1946, il se brise une épaule pendant la campagne. Mais, surtout, il n'obtient que 13,0 % des voix, et passe derrière la liste radicale de Jean Masson, ce qui lui fait perdre son siège.
En novembre, il n'est plus que second, sans espoir d'être élu, sur la liste SFIO qui n'obtient d'ailleurs aucun siège.
Critiqué localement pour son manque de dynamisme, mais aussi pour ses positions proches de l'ancienne direction menée par Daniel Mayer, il s'éloigne de la SFIO, et c'est comme « socialiste indépendant » qu'il est réélu maire de Saint-Dizier en 1953.
Sous la Cinquième République, il se rapproche de l'UNR, qui le soutient pour une candidature aux législatives de novembre 1958, mais sans succès.
Réélu une dernière fois à la mairie, toujours avec le soutien du parti gaulliste, en 1965, il achève son mandat en 1971.